# Garrard Ardeneum
El Garrard Ardeneum también denominado a veces como McAlester Arboretum, es un museo de diversos objetos con un arboreto y jardines de paisaje, ubicado en McAlester (Oklahoma), EE. UU.

## Localización
El Garrard Ardeneum no debe ser confundido con el McAlester Arboretum en Columbia, Misuri. 
McAlester Park, 501 North 5th Street, Pittsburg County Oklahoma, Estados Unidos-Estados Unidos.34°55′59″N 95°45′59″O / 34.93306, -95.76639

## Historia
Es un Museo con colecciones de muebles antiguos, mapas, fotografías y artefactos históricos. Junto al museo y rodeándolo hay un arboreto. 

## Colecciones
El arboreto alberga unos 100 árboles de 43 variedades.